# Anacanthoderma paucisetosum
Anacanthoderma paucisetosum is een buikharige uit de familie Dasydytidae. Het dier komt uit het geslacht Anacanthoderma. Anacanthoderma paucisetosum werd in 1910 voor het eerst wetenschappelijk beschreven door Marcolongo. 